# Violetta
Violetta je argentinský dramatický seriál, který měl premiéru 14. května 2012 na Disney Channel Latinská Amerika a 11. listopadu 2013 na českém Disney Channel. Někdy se uvádí také jako telenovela.
Seriál vypráví příběh hudebně nadané teenagerky Violetty (hraje ji argentinská herečka Martina Stoessel), která se vrací do svého rodného Buenos Aires se svým otcem poté, co několik let žili v Evropě. V Buenos Aires Violetta začne tajně navštěvovat uměleckou školu (Studio 21) a setká se tam s novými lidmi a pomalu bude zjišťovat, že hudba je její vášeň.
Každá epizoda obsahuje originální hudební čísla různých hudebních žánrů.

## Děj
Violetta je dospívající dívka, která si není vědoma svého velmi speciálního hudebního nadání. Tento talent zdědila po své matce, slavné zpěvačce, která zemřela při tragické nehodě, když byla Violetta jen malé děvče.
German, její otec, je velmi úspěšný muž, který miluje svou dceru přesto, že je přehnaně přísný. Oslepen smutkem se rozhodne utajovat před Violettou svou minulost a osud její matky ze strachu, že by mohla následovat v jejích stopách a mohl by ji potkat stejný tragický osud. Po nehodě se oba přestěhují do Madridu a German své dceři zamezí téměř jakýkoli kontakt s ostatními dětmi jejího věku. German si je vědom toho, že Violetta je velmi talentovaná, a povzbuzuje ji ve hře na klavír, ale drží ji od zpěvu a herectví.
Všechno se změní, když se vrátí do své vlasti do Buenos Aires. Tam Violetta začne chodit na hodiny klavíru ve „Studiu 21“, prestižní hudební škole. Potká Angie, svou novou domácí učitelku a vychovatelku, která ji podporuje v rozvíjení svého talentu. Nikdo ani netuší, že Angie je sestra Maríi, (matky Violetty), tedy Violettina teta a že to tají, aby German Violettu zase někam neodvezl.
Později se Violetta zapíše na studia a po zkouškách se z ní stává plnohodnotná studentka. Violetta potkává ve studiu mnoho hudebně nadaných studentů, včetně Tomáse, do kterého se zamiluje a Leóna. Jsou to dva chlapci se zcela opačnými osobnostmi, kteří se do ní zamilují a bojují o její lásku.
Učitel tance sabotoval vystoupení a studio je v nesnázích s penězi. Nikdo neví, že to byl učitel tance, a tak ředitel Pablo odejde ze studia a učitel tance se stane ředitelem. Kvůli nedostatku peněz majitel studia přistoupí na to, že You mix internetova show bude probíhat ve studiu a oni tím získají nějaké peníze. Díky této show se Violetta přes kamery dozví, že Violettina teta je Angie, její učitelka. Také do studia přijde Broadway na doporučení Gregoria, učitele tance. Ten je ve studiu jako tajný špeh pro Gregoria. Začne chodit s Kamilou, Violettinou nejlepší kamarádkou, později se vše dozví a Broadway udělá něco a oni mu odpustí až na Kamilu.
German se vše v 1 sérii dozví. To, že chodí do studia a že zpívá, také to, že Angie je Violettina teta a chce ji odvézt pryč.
Ve 2. sérii Violetta chodí do Studia, které se přejmenuje na Studio On Beat už vědomě. Její otec ji ve zpěvu, tanci a herectví podporuje. Objevily se zde 3 nové hlavnější postavy, které tak trochu zamíchají dějem. Jako první je Lara, která začne chodit s Leonem a je to také jeho mechanička na motokrosu. Druhou novou postavou je Marco, který se zamiluje do Francescy. Třetí novou postavou je Diego, který se domluví s Ludmilou, že Viu dostanou ze studia. Ale později se Diego do Violetty zamiluje doopravdy. Ke konci série se Violetta dozví pravdu a ublíží jí to. Leon se rozejde s Larou a dá se dohromady s Violettou. 
Ve 3. sérii se objeví 2 nové postavy, které zamíchají karty. Tou první je Gery, která se zamiluje do Leona a druhou je Alex/Clemon, který se zamiluje do Violetty. Během prvních dílů se Marco odstěhuje do Londýna a rozejde se s Francescou, která se později zamiluje do Diega. Před Vio to však tají, protože si myslí, že by jí to ublížilo. Ona se to pak dozví a je zklamaná, ale s Fran se usmíří. Vztah Leona a Violetty zažívá turbulence a rozchází se. Violetta se s tím nechce smířit a tak se převlíkne, nasadí si paruku a hraje si na Roxy, aby zistila jestli o ní už Leon opravdu nestojí. Leon se dozví pravdu, ale nakonec jí odpustí. A vrátí se k sobě. Seriál končí svatbou Angie a Germána. 

## Série
| Série | Série | Epizody | Epizody | Argentina          | Argentina        | ČR                 | ČR                |
| Série | Série | Epizody | Epizody | Premiéra série     | Finále série     | Premiéra série     | Finále série      |
| ----- | ----- | ------- | ------- | ------------------ | ---------------- | ------------------ | ----------------- |
|       | 1     | 80      | 40      | 14. května 2012    | 6. července 2012 | 11. listopadu 2013 | 7. února 2014     |
|       | 1     | 80      | 40      | 3. září 2012       | 26. října 2012   | 3. března 2014     | 30. května 2014   |
|       | 2     | 80      | 40      | 29. dubna 2013     | 21. června 2013  | 20. října 2014     | 12. prosince 2014 |
|       | 2     | 80      | 40      | 19. srpna 2013     | 11. října 2013   | 9. února 2015      | 1. května 2015    |
|       | 3     | 80      | 40      | 28. července 2014  | 17. října 2014   | 21. září 2015      | 11. prosince 2015 |
|       | 3     | 80      | 40      | 17. listopadu 2014 | 6. února 2015    | 18. ledna 2016     | 15. dubna 2016    |

## Výskyt postav
| Postava                     | Herci / Dabéři                                                                                         | Herci / Dabéři                                                                                         | Herci / Dabéři                                                                                         |
| Postava                     | 1. sezóna (2012)                                                                                       | 2. sezóna (2013)                                                                                       | 3. sezóna (2014)                                                                                       |
| --------------------------- | --- | --- | --- |
| Germán Castillo             | Diego Ramos (Český dabing: Libor Hruška (1. série), Zdeněk Mahdal (2-3. série))                        | Diego Ramos (Český dabing: Libor Hruška (1. série), Zdeněk Mahdal (2-3. série))                        | Diego Ramos (Český dabing: Libor Hruška (1. série), Zdeněk Mahdal (2-3. série))                        |
| Violetta Castillo           | Martina Stoessel (Český dabing: Anna Suchánková)                                                       | Martina Stoessel (Český dabing: Anna Suchánková)                                                       | Martina Stoessel (Český dabing: Anna Suchánková)                                                       |
| Tomas Heredia               | Pablo Espinosa (Český dabing: Petr Neskusil)                                                           | | |
| León Vargas                 | Jorge Blanco (Český dabing: Daniel Krejčík)                                                            | Jorge Blanco (Český dabing: Daniel Krejčík)                                                            | Jorge Blanco (Český dabing: Daniel Krejčík)                                                            |
| Diego Hernandez             | | Diego Domínguez (Český dabing: Radek Škvor (2. série), Jan Škvor (3. série))                           | Diego Domínguez (Český dabing: Radek Škvor (2. série), Jan Škvor (3. série))                           |
| Ludmila Ferro               | Mercedes Lambre (Český dabing: Rozita Erbanová)                                                        | Mercedes Lambre (Český dabing: Rozita Erbanová)                                                        | Mercedes Lambre (Český dabing: Rozita Erbanová)                                                        |
| Andrés Calixto              | Nicolás Garnier (Český dabing: Robert Hájek)                                                           | Nicolás Garnier (Český dabing: Robert Hájek)                                                           | Nicolás Garnier (Český dabing: Robert Hájek)                                                           |
| Naty Vidal                  | Alba Rico Navarro (Český dabing: Klára Sedláčková (1-2. série), Krystýna Valová (2-3. série))          | Alba Rico Navarro (Český dabing: Klára Sedláčková (1-2. série), Krystýna Valová (2-3. série))          | Alba Rico Navarro (Český dabing: Klára Sedláčková (1-2. série), Krystýna Valová (2-3. série))          |
| Francesca Cauviglia         | Lodovica Comello (Český dabing: Pavlína Kostková Dytrtová) (1-2. série), Terezie Taberyová (3. série)) | Lodovica Comello (Český dabing: Pavlína Kostková Dytrtová) (1-2. série), Terezie Taberyová (3. série)) | Lodovica Comello (Český dabing: Pavlína Kostková Dytrtová) (1-2. série), Terezie Taberyová (3. série)) |
| Camila Torres               | Candelaria Molfese (Český dabing: Jana Páleníčková)                                                    | Candelaria Molfese (Český dabing: Jana Páleníčková)                                                    | Candelaria Molfese (Český dabing: Jana Páleníčková)                                                    |
| Maximiliano Ponte           | Facundo Gambandé (Český dabing: Braňo Holiček (1-2. série), Petr Nekusil (3. série))                   | Facundo Gambandé (Český dabing: Braňo Holiček (1-2. série), Petr Nekusil (3. série))                   | Facundo Gambandé (Český dabing: Braňo Holiček (1-2. série), Petr Nekusil (3. série))                   |
| Luca Cauviglia              | Simone Lijoi (Český dabing: Vojtěch Hájek)                                                             | | |
| Brodway                     | Samuel Nascimento (Český dabing: Daniel Margolius (1. série), Oldřich Hajlich (2-3. série))            | Samuel Nascimento (Český dabing: Daniel Margolius (1. série), Oldřich Hajlich (2-3. série))            | Samuel Nascimento (Český dabing: Daniel Margolius (1. série), Oldřich Hajlich (2-3. série))            |
| Federico                    | Ruggero Pasquarelli (Český dabing: Robin Pařík) (1. série), Jan Rimbala (2-3. série))                  | Ruggero Pasquarelli (Český dabing: Robin Pařík) (1. série), Jan Rimbala (2-3. série))                  | Ruggero Pasquarelli (Český dabing: Robin Pařík) (1. série), Jan Rimbala (2-3. série))                  |
| Braco                       | Artur Logunov (Český dabing: Radek Hoppe)                                                              | | |
| Napoleon                    | Rodrigo Velilla (Český dabing: Vojtěch Rohlíček)                                                       | | |
| Marco Tavelli               | | Xabiani Ponce De León (Český dabing: Robin Pařík)                                                      | Xabiani Ponce De León (Český dabing: Robin Pařík)                                                      |
| Lara                        | | Valeria Baroni (Český dabing: Klára Sochorová)                                                         | |
| Gery                        | | | Macarena Miguel (Český dabing: Milada Vaňkátová)                                                       |
| Clement                     | | | Damien Lauretta (Český dabing: Viktor Dvořák)                                                          |
| Angie Carrará               | Clara Alonso (Český dabing: Kateřina Lojdová (1. série), Kateřina Velebová (2-3. série))               | Clara Alonso (Český dabing: Kateřina Lojdová (1. série), Kateřina Velebová (2-3. série))               | Clara Alonso (Český dabing: Kateřina Lojdová (1. série), Kateřina Velebová (2-3. série))               |
| Jade LaFontaine             | Florencia Benítez (Český dabing: Jana Mařasová)                                                        | Florencia Benítez (Český dabing: Jana Mařasová)                                                        | Florencia Benítez (Český dabing: Jana Mařasová)                                                        |
| Matias "Mati" LaFontaine    | Joaquín Berthold (Český dabing: Radek Hoppe)                                                           | Joaquín Berthold (Český dabing: Radek Hoppe)                                                           | Joaquín Berthold (Český dabing: Radek Hoppe)                                                           |
| Priscilla Ferro             | | | Florencia Ortiz (Český dabing: Antonie Talacková)                                                      |
| Olga "Olgíta" Patricia Peña | Mirta Wons (Český dabing: Petra Jindrová)                                                              | Mirta Wons (Český dabing: Petra Jindrová)                                                              | Mirta Wons (Český dabing: Petra Jindrová)                                                              |
| Lisandro Ramallo            | Alfredo Allende (Český dabing: Jan Szymik)                                                             | Alfredo Allende (Český dabing: Jan Szymik)                                                             | Alfredo Allende (Český dabing: Jan Szymik)                                                             |
| Gregorio Casal              | Rodrigo Pedreira (Český dabing: Ivo Hrbáč)                                                             | Rodrigo Pedreira (Český dabing: Ivo Hrbáč)                                                             | Rodrigo Pedreira (Český dabing: Ivo Hrbáč)                                                             |
| Roberto "Beto" Benvenuto    | Pablo Sultani (Český dabing: Radek Hoppe) (1-2. série), Jakub Saic (3. série))                         | Pablo Sultani (Český dabing: Radek Hoppe) (1-2. série), Jakub Saic (3. série))                         | Pablo Sultani (Český dabing: Radek Hoppe) (1-2. série), Jakub Saic (3. série))                         |
| Pablo Galindo               | Ezequiel Rodríguez (Český dabing: Petr Lněnička) (1. série), Jiří Ployhar (2-3. série))                | Ezequiel Rodríguez (Český dabing: Petr Lněnička) (1. série), Jiří Ployhar (2-3. série))                | Ezequiel Rodríguez (Český dabing: Petr Lněnička) (1. série), Jiří Ployhar (2-3. série))                |
| Esmeralda Di Pietro         | | Carla Pandolfi (Český dabing: Adéla Kubačáková)                                                        | |
| Jacqueline "Jackie" Saenz   | | Valentina Frione (Český dabing: Martina Kechnerová)                                                    | |
| Milton                      | | | Rodrigo Frampton (Český dabing: Igor Bareš)                                                            |
| Marotti                     | Diego Alcala (Český dabing: Libor Terš) (1. série), Vojtěch Hájek (2-3. série))                        | Diego Alcala (Český dabing: Libor Terš) (1. série), Vojtěch Hájek (2-3. série))                        | Diego Alcala (Český dabing: Libor Terš) (1. série), Vojtěch Hájek (2-3. série))                        |
| Antonio Fernandez           | Alberto Fernández de Rosa (Český dabing: Jan Szymik)                                                   | Alberto Fernández de Rosa (Český dabing: Jan Szymik)                                                   | Alberto Fernández de Rosa (Český dabing: Jan Szymik)                                                   |

## Diskografie

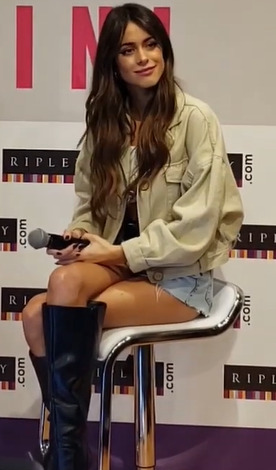

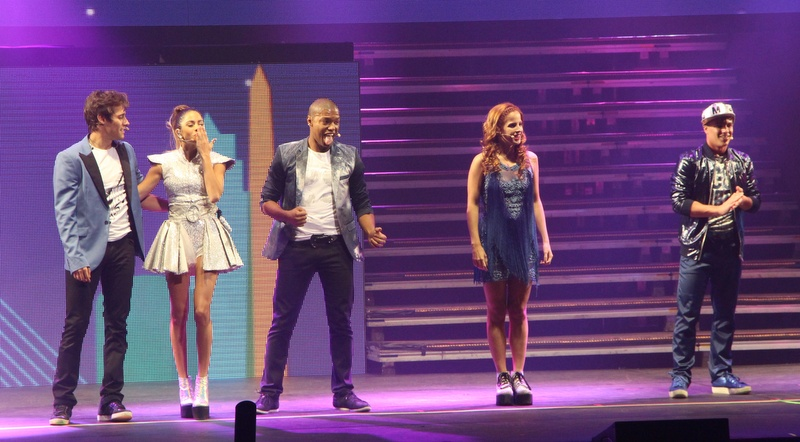

Vydaných bylo dohromady 6 alb s písněmi ze všech tří sérií seriálu, z toho jedno zaznamenává živá vystoupení z koncertu v rámci turné Violetta en Vivo.
| Rok  | Informace |
| ---- | --- |
| 2012 | Violetta - Datum vydání: 5. června 2012 - Formát: CD, digital download - Vydavatel: Walt Disney Records                 |
| 2012 | Cantar es lo que soy - Datum vydání: 23. listopadu 2012 - Formát: CD, digital download - Vydavatel: Walt Disney Records |
| 2013 | Hoy somos más - Datum vydání: 11. června 2013 - Formát: CD, digital download - Vydavatel: Walt Disney Records           |
| 2013 | Violetta en Vivo - Datum vydání: 28. listopadu 2013 - Formát: CD, digital download - Vydavatel: Walt Disney Records     |
| 2014 | Gira mi canción - Datum vydání: 18. července 2014 - Formát: CD, digital download - Vydavatel: Walt Disney Records       |
| 2015 | Crecimos Juntos - Datum vydání: 20. března 2015 - Formát: CD, digital download - Vydavatel: Walt Disney Records         |

## Koncertní turné

### Violetta en Vivo
Na základě úspěchu seriálu bylo na začátku roku 2013 oznámeno, že se hlavní představitelé seriálu na čele s Martinou Stoessel, Jorgem Blancem, Diegem Domínguezem a dalšími představí v živé koncertní show v Jižní Americe a Evropě. Turné s názvem Violetta en Vivo odstartovalo 13. července 2013 v Teatro Gran Rex v Buenos Aires. Zde proběhlo dohromady 60 živých vystoupení a prodaných bylo více než 180 000 vstupenek. Z Evropských zemí turné navštívilo Španělsko, Itálii a Francii. Tour skončila 3. března 2014 znovu v Buenos Aires a dočkala se pozitivních ohlasů mezi fanoušky i kritiky.

### Violetta Live
Druhé turné seriálu Violetta bylo oficiálně oznámeno v srpnu 2014. Zároveň bylo oznámeno, že se jedná o poslední turné s přívlastkem rozlučkové. 24. listopadu 2014 společnost The Walt Disney Company potvrdila jména protagonistů, zároveň také potvrdila, že jedna z hlavních postav seriálu Lodovica Comello, Xabiani Ponce De León a Nicolas Garnier se na tour neúčastní. Violetta Live odstartovala 3. ledna 2015 ve španělském Madridu, po evropské koncertní šňůře se turné v dubnu 2015 přesunulo do Latinské Ameriky. Poslední fáze odstartovala v Polsku na Národním Stadionu ve Varšavě 22. srpna 2015 a celé turné bylo zakončeno 1. listopadu 2015 ve francouzském Nice. Turné Violetta Live v mnohém předčilo to předešlé, a to zejména počtem koncertů a množstvím navštívených zemí. Celkový výdělek dosáhl podle portálu Pollstar hodnotu 76,8 milionu dolarů a turné se tak umístilo na 15. příčce nejúspěšnějších tour roku 2015.